# Lamprocryptus nigriceps
Lamprocryptus nigriceps är en stekelart som beskrevs av Otto Schmiedeknecht 1908. Lamprocryptus nigriceps ingår i släktet Lamprocryptus och familjen brokparasitsteklar. Inga underarter finns listade i Catalogue of Life.